# NK Sremac Markušica
Nogometni klub Sremac Markušica hrvatski je nogometni klub iz Markušice u Vukovarsko srijemskoj županiji.
U sezoni 2024./25. se natječe se u 2. ŽNL Vukovarsko-srijemskoj NS Vinkovci.

## Povijest
Nogometni klub Sremac Markušica osnovan je 1928. godine pod imenom SK Vuka i djelovao je do 2. svjetskog rata. Rad kluba je obnovljen 1953. godine pod današnjim imenom NK Sremac. Nakon mirne reintegracije, klub je 1998. godine registriran u Republici Hrvatskoj, ali je pauzirao jednu sezonu prije uključivanja u natjecanja pod okriljem Županijskog nogometnog saveza Vukovarsko-srijemske županije.
Trenutačno se natječe u 2. ŽNL Vukovarsko-srijemskoj NS Vinkovci.

### Plasmani kluba kroz povijest
| Sezona                      | Liga                                       | Plasman                                   |
| --------------------------- | ------------------------------------------ | ----------------------------------------- |
| 1950.                       | Grupno prvenstvo NP Osijek Grupa IV        | 5. mjesto                                 |
| 1951.                       | Grupno prvenstvo NP Osijek Grupa III       | 3. mjesto                                 |
| 1952.                       | Grupno prvenstvo NP Osijek Grupa V         | 3. mjesto                                 |
| 1952./53.                   | Grupno prvenstvo NP Osijek Grupa III       | 5. mjesto                                 |
| 1953./54.                   |                                            |                                           |
| 1955./56.                   | Gradska nogometna liga NP Osijek 2. razred | 5. mjesto                                 |
| 1956./57.                   |                                            |                                           |
| 1958./59.                   | 1. razred NP Vinkovci                      | 7. mjesto                                 |
| 1959./60.                   |                                            |                                           |
| 1960./61.                   |                                            |                                           |
| 1961./62.                   |                                            |                                           |
| 1962./63.                   |                                            |                                           |
| 1963./64.                   |                                            |                                           |
| 1964./65.                   | Grupno prvenstvo NP Vinkovci               | 1. mjesto                                 |
| 1965./66.                   | Podsavezna nogometna liga NP Vinkovci      |                                           |
| 1966./67.                   | Grupno prvenstvo NP Vinkovci Grupa I       | 10. mjesto                                |
| 1967./68.                   | Grupno prvenstvo NP Vinkovci Grupa I       | 3. mjesto                                 |
| 1968./69.                   | Grupno prvenstvo NP Vinkovci Grupa I       |                                           |
| 1969./70.                   | Grupno prvenstvo NP Vinkovci Grupa I       |                                           |
| 1970./71.                   | Grupno prvenstvo NP Vinkovci Grupa I       | 11. mjesto                                |
| 1971./72.                   | Grupno prvenstvo NP Vinkovci Grupa I       | 6. mjesto                                 |
| 1972./73.                   | Grupno prvenstvo NP Vinkovci Grupa II      |                                           |
| 1973./74.                   | Grupno prvenstvo NP Vinkovci Grupa I       |                                           |
| 1974./75.                   | Grupno prvenstvo NP Vinkovci Grupa I       |                                           |
| 1975./76.                   | Grupno prvenstvo NP Vinkovci Grupa I       |                                           |
| 1976./77.                   | Grupno prvenstvo NP Vinkovci Grupa I       |                                           |
| 1977./78.                   | Grupno prvenstvo ONS Vinkovci Grupa I      | 10. mjesto                                |
| 1978./79.                   | Grupno prvenstvo ONS Vinkovci Grupa I      |                                           |
| 1979./80.                   | Grupno prvenstvo ONS Vinkovci Grupa I      | 12. mjesto                                |
| 1980./81.                   | Grupno prvenstvo ONS Vinkovci Grupa I      |                                           |
| 1981./82.                   | Grupno prvenstvo ONS Vinkovci Grupa I      |                                           |
| 1982./83.                   | Grupno prvenstvo ONS Vinkovci Grupa I      |                                           |
| 1983./84.                   | Grupno prvenstvo ONS Vinkovci Grupa I      |                                           |
| 1984./85.                   | Grupno prvenstvo ONS Vinkovci Grupa I      |                                           |
| 1985./86.                   | Grupno prvenstvo ONS Vinkovci Grupa I      | 4. mjesto                                 |
| 1986./87.                   | Grupno prvenstvo ONS Vinkovci Grupa I      | 4. mjesto                                 |
| 1987./88.                   | 2. općinska nogometna liga Vinkovci        |                                           |
| 1988./89.                   | 2. općinska nogometna liga Vinkovci        |                                           |
| 1989./90.                   | 2. općinska nogometna liga Vinkovci        |                                           |
| 1990./91.                   | 2. općinska nogometna liga Vinkovci        |                                           |
| 1991./92.                   | klub nije djelovao                         | klub nije djelovao                        |
| 1992. – 1998. Prvenstvo RSK |                                            |                                           |
| 1998./99.                   | klub odustao od sudjelovanja u natjecanju  | klub odustao od sudjelovanja u natjecanju |
| 1999./00.                   | 3. ŽNL Vukovarsko-srijemska – Grupa A      | 2. mjesto                                 |
| 2000./01.                   | 3. ŽNL Vukovarsko-srijemska – Grupa A      | 1. mjesto                                 |
| 2001./02.                   | 2. ŽNL Vukovarsko-srijemska – Grupa A      | 14. mjesto                                |
| 2002./03.                   | 3. ŽNL Vukovarsko-srijemska – Grupa A      | 6. mjesto                                 |
| 2003./04.                   | 3. ŽNL Vukovarsko-srijemska – Grupa A      | 9. mjesto                                 |
| 2004./05.                   | 3. ŽNL Vukovarsko-srijemska – Grupa A      | 4. mjesto                                 |
| 2005./06.                   | 3. ŽNL Vukovarsko-srijemska – Grupa A      | 12. mjesto                                |
| 2006./07.                   | 3. ŽNL Vukovarsko-srijemska NS Vinkovci    | 4. mjesto                                 |
| 2007./08.                   | 3. ŽNL Vukovarsko-srijemska NS Vinkovci    | 4. mjesto                                 |
| 2008./09.                   | 3. ŽNL Vukovarsko-srijemska NS Vinkovci    | 5. mjesto                                 |
| 2009./10.                   | 3. ŽNL Vukovarsko-srijemska NS Vinkovci    | 2. mjesto                                 |
| 2010./11.                   | 3. ŽNL Vukovarsko-srijemska NS Vinkovci    | 5. mjesto                                 |
| 2011./12.                   | 3. ŽNL Vukovarsko-srijemska NS Vinkovci    | 9. mjesto                                 |
| 2012./13.                   | 3. ŽNL Vukovarsko-srijemska NS Vinkovci    | 4. mjesto                                 |
| 2013./14.                   | 3. ŽNL Vukovarsko-srijemska NS Vinkovci    | 5. mjesto                                 |
| 2014./15.                   | 3. ŽNL Vukovarsko-srijemska NS Vinkovci    | 3. mjesto                                 |
| 2015./16.                   | 3. ŽNL Vukovarsko-srijemska NS Vinkovci    | 8. mjesto                                 |
| 2016./17.                   | 3. ŽNL Vukovarsko-srijemska NS Vinkovci    | 3. mjesto                                 |
| 2017./18.                   | 2. ŽNL Vukovarsko-srijemska NS Vinkovci    | 14. mjesto                                |
| 2018./19.                   | 3. ŽNL Vukovarsko-srijemska NS Vinkovci    | 7. mjesto                                 |
| 2019./20.                   | 3. ŽNL Vukovarsko-srijemska NS Vinkovci    | 3. mjesto                                 |
| 2020./21.                   | 3. ŽNL Vukovarsko-srijemska NS Vinkovci    | 2. mjesto                                 |
| 2021./22.                   | 3. ŽNL Vukovarsko-srijemska NS Vinkovci    | 12. mjesto                                |
| 2022./23.                   | 3. ŽNL Vukovarsko-srijemska NS Vinkovci    | 5. mjesto                                 |
| 2023./24.                   | 3. ŽNL Vukovarsko-srijemska NS Vinkovci    | 1. mjesto                                 |

## Vanjske poveznice
- Profil, HNS Semafor